# Rosa fedtschenkoana
Rosa fedtschenkoana là loài thực vật có hoa trong họ Hoa hồng. Loài này được Regel miêu tả khoa học đầu tiên năm 1878.

## Hình ảnh

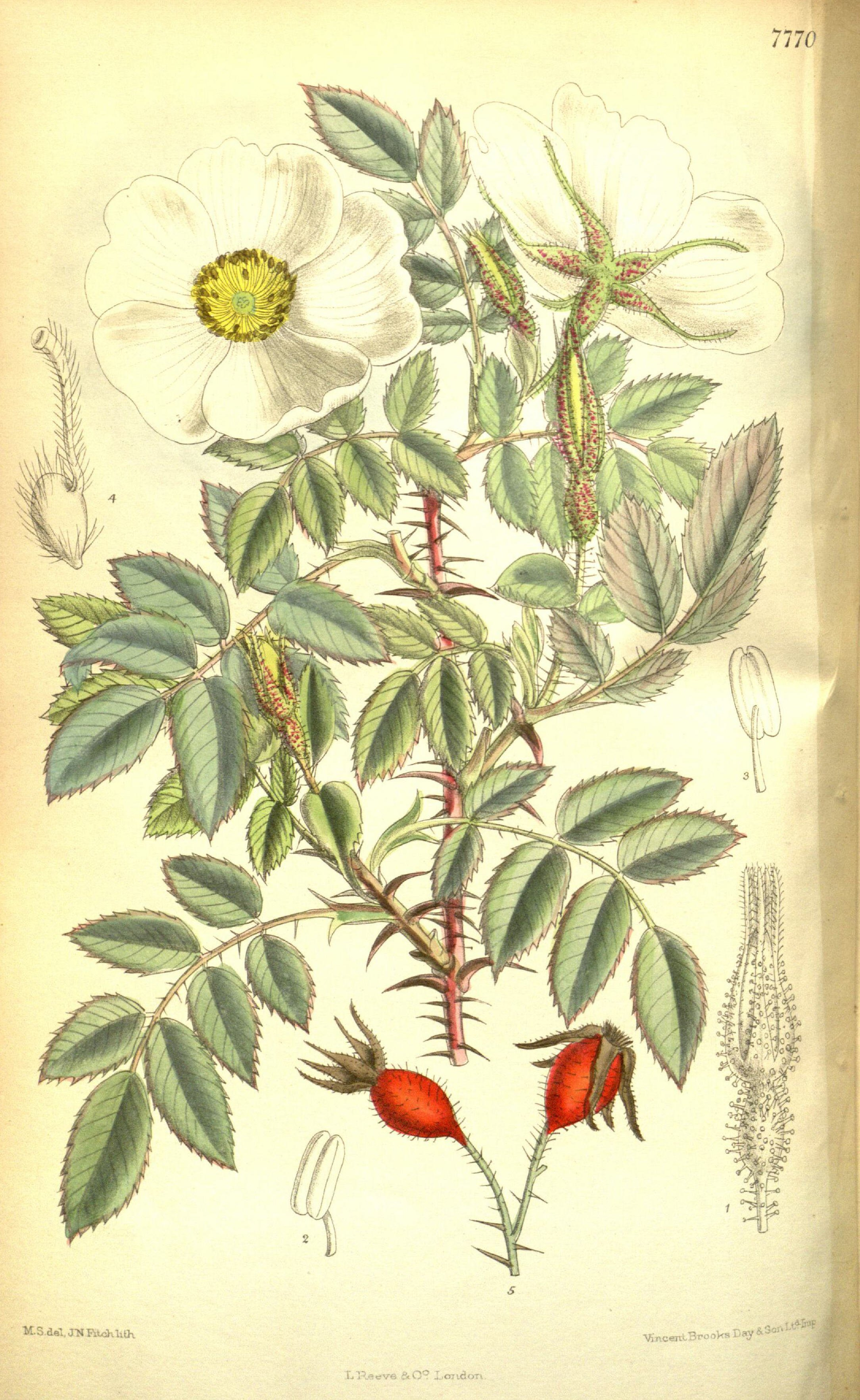